# Eugenia krapovickasiana
Eugenia krapovickasiana är en myrtenväxtart som beskrevs av Joáo Rodrigues de Mattos. Eugenia krapovickasiana ingår i släktet Eugenia och familjen myrtenväxter. Inga underarter finns listade i Catalogue of Life.